# セーラム・エクスプレス
セーラム・エクスプレス（英語：Salem Express）は、1966年にフランスの会社コンパニ・ジェネラール・トランザトランティーク（CGT）のフレッド・スカマローニ（Fred Scamaroni）として建設されたフェリー。 1991年12月15日に紅海で大破し沈没した。

## 船歴
フレッド・スカマローニは1964年にラ・セーヌ＝シュル＝メールのFCM造船所に建設された。それは1943年に死亡したコルシカ島のレジスタンスの英雄であるフレッド・クレール・スカマローニにちなんで命名された。当初は1965年に就航する予定だったが、火災によりもう1年間造船所に係留された。1966年にフランス本土とコルシカ島を結ぶコンパニ・ジェネラール・トランザトランティーク（CGT）航路に就航した。1969年、地中海航路の新会社CGTMに売却された。1976年、フランス本土とコルシカ島を結ぶ航路を改善するために設立された新しい公社であるSNCMに移籍。その後、規模的に効率的な船に引き継ぎ、1979年に就航終了。
1980年にオ－ル・ローリツェン社に売却され、1981年の破綻後にロード・マリタイムにさらに売却され、「ニュイ・サン・ジョルジュ」と改称され、フランスとイギリス間航路に就航。
その後、エジプトのサマトゥール（Samatour Shipping Company）へ売却された後、サウジアラビア航路に就航、「ロード・シナイ」、「アル・ターラ」、「セーラム・エクスプレス」と改称。1991年12月15日に紅海にて嵐に遭遇、大破し沈没した。その船体は現在、海中30メートルにあり、有名なスキューバダイビングサイトとなっている。

## 船内
7デッキ
- 1等室

6デッキ
- 1等室
- カフェテリア・レストラン[4]
- カフェバー[4]

5デッキ
- 1等室
- エントランス
- 案内所
- ブティック

4デッキ
- 1等室
- 2等寝

2デッキ
- 2等寝

## ギャラリー

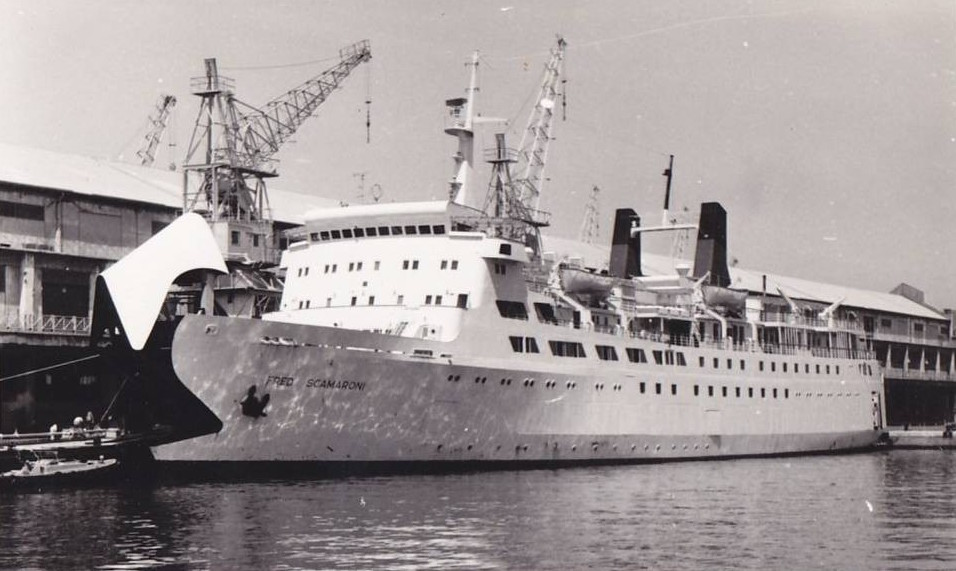
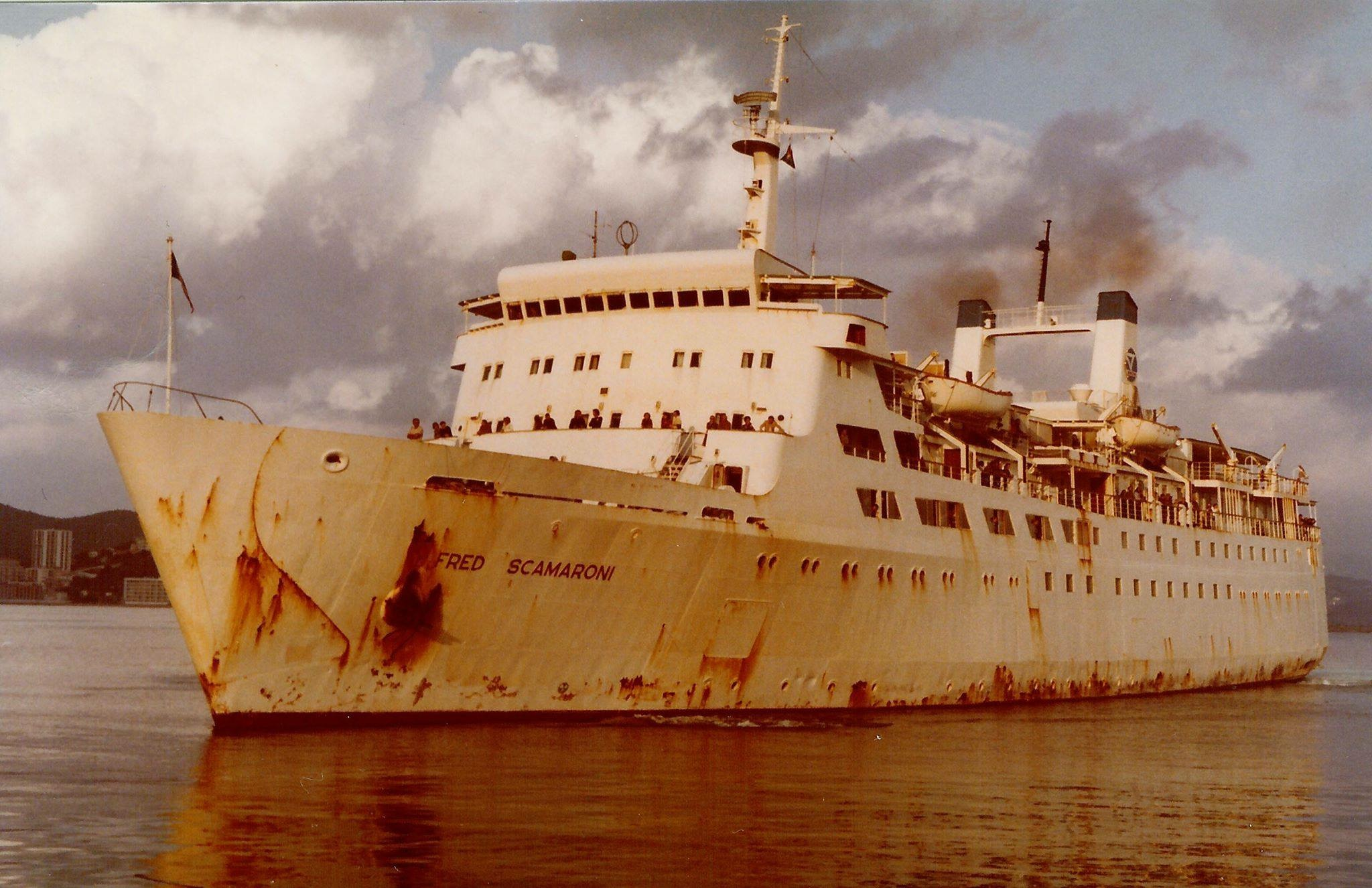

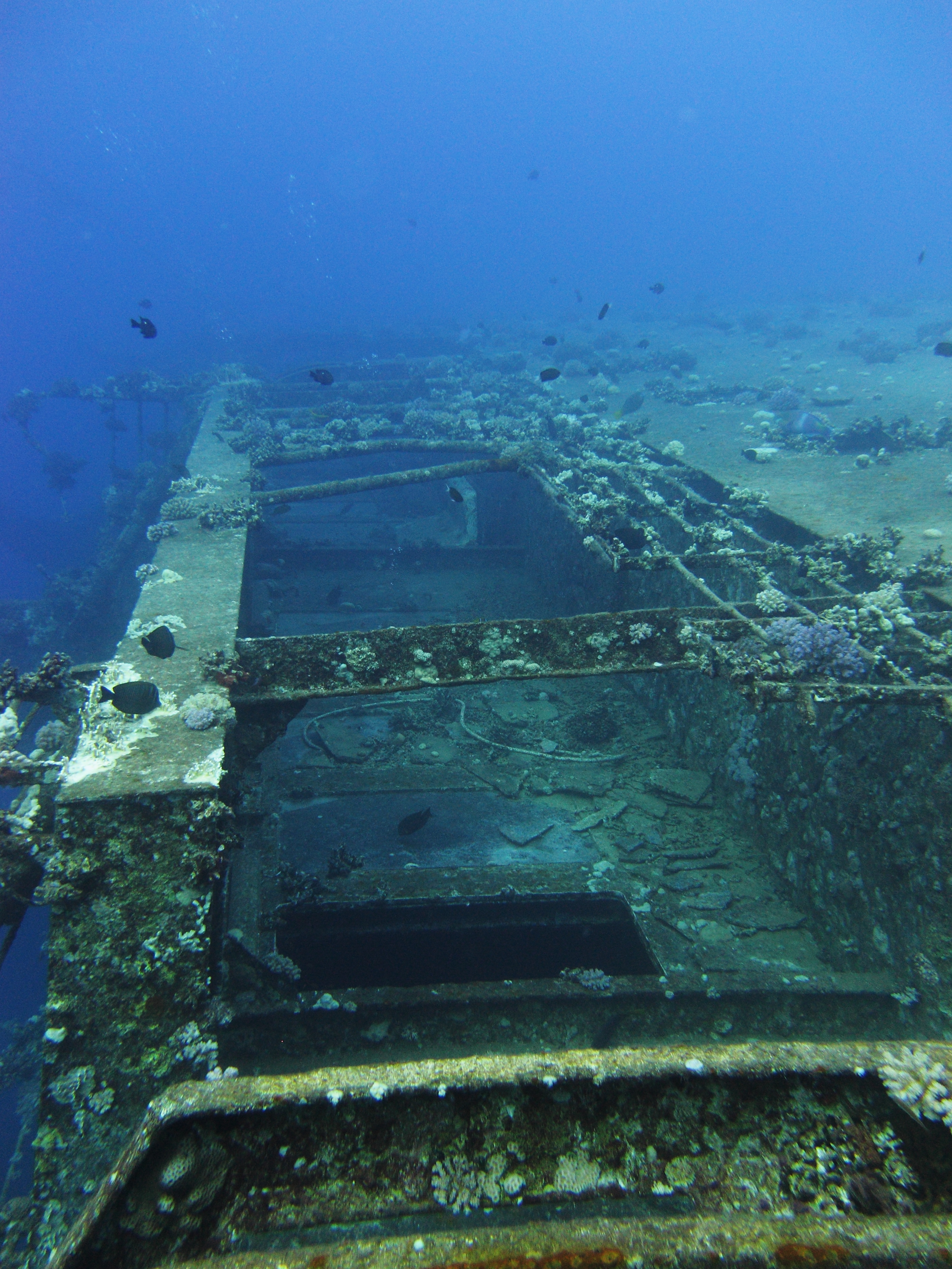
セーラム・エクスプレスの船体。
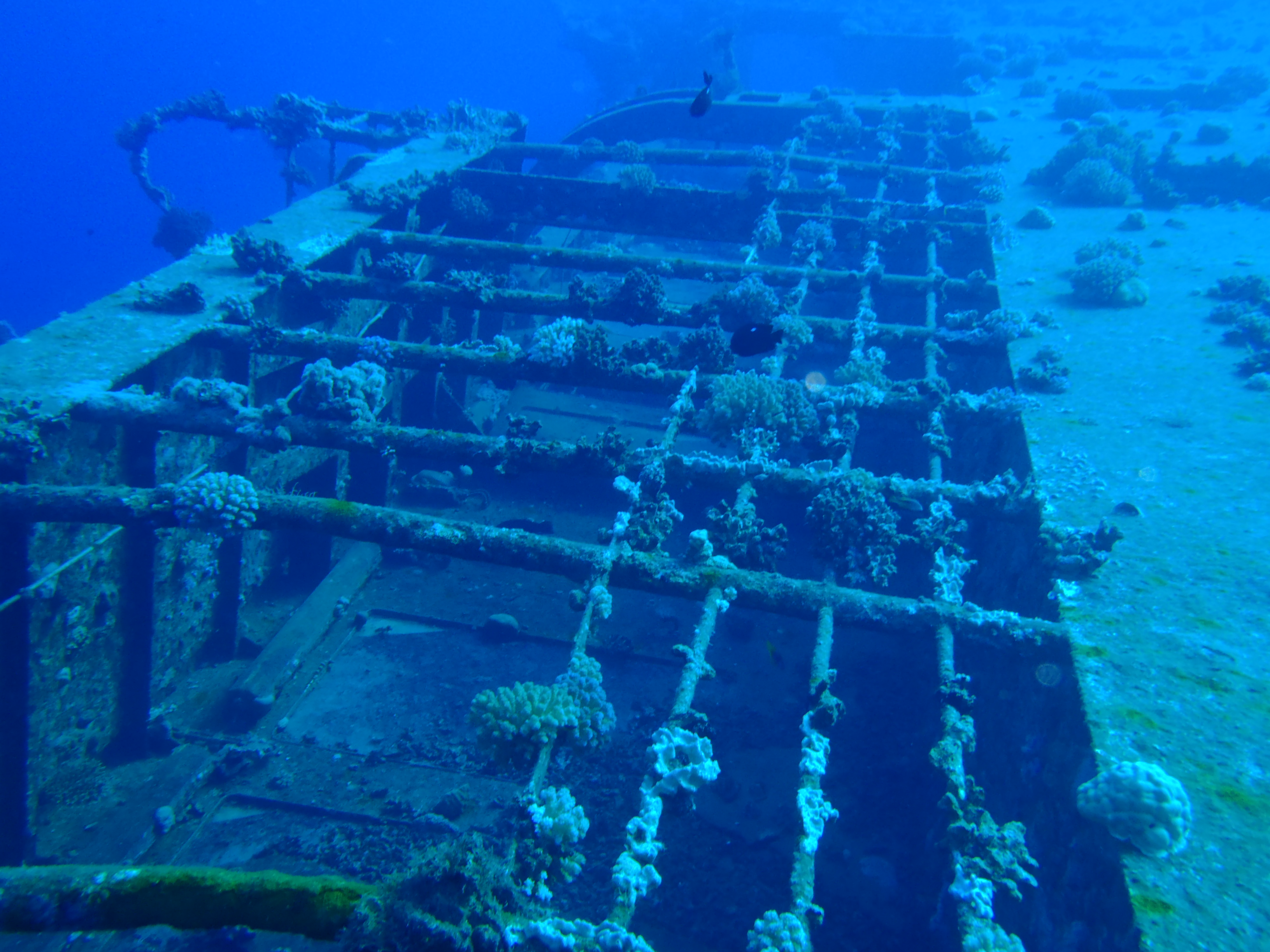
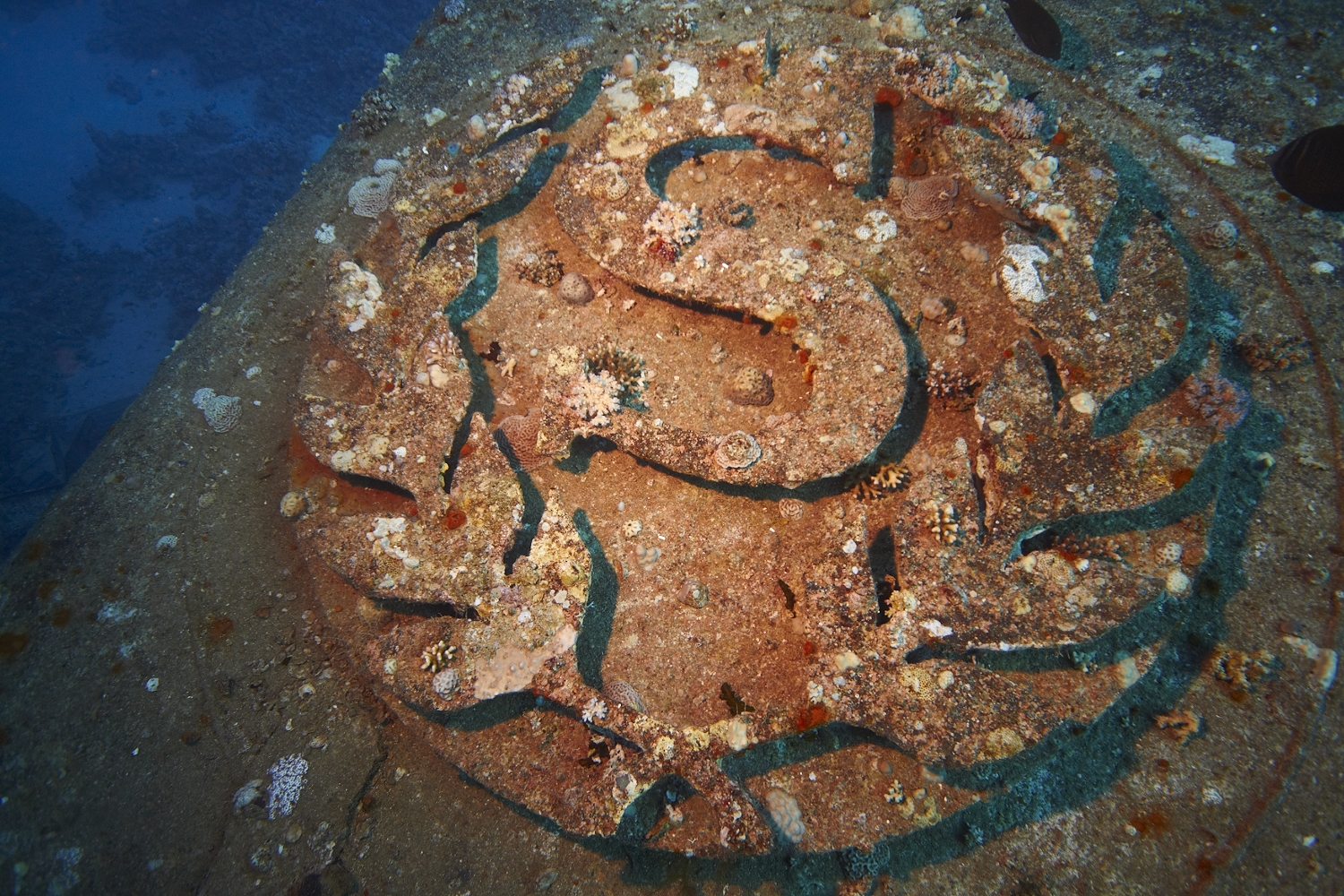

## 事故・インシデント

### 係留の破壊
1971年4月24日、「スカマローニ」がバスティアからの出発準備中、強風で切れた係留用ロープが船員の顔を襲い、即死となった。

### 衝突と沈没
1991年12月14日から15日の夜、午後11時頃、サファガ沖の嵐の海で、セーラム・エクスプレスがサンゴ礁を襲った。フェリーが沈み始めると、船長はSOSを発信。近くの船がすぐに助けに来たが、気象条件のために乗組員は十分に近づくことができず、漂流者を回収することしか出来なかった。嵐のため、救護船は迅速に来られず、654人の乗客のうち、180人のみが救出された。